# Takafumi Ogura
Takafumi Ogura (jap. 小倉 隆史 Ogura Takafumi; ur. 6 lipca 1973 w Suzuce) – japoński piłkarz, reprezentant kraju.

## Kariera klubowa
Od 1992 do 2005 roku występował w klubach: Nagoya Grampus Eight, SBV Excelsior, JEF United Ichihara, Tokyo Verdy, Consadole Sapporo i Ventforet Kofu.

## Kariera reprezentacyjna
W reprezentacji Japonii zadebiutował w 1994. W sumie w reprezentacji wystąpił w 5 spotkaniach.

## Statystyki
| Reprezentacja Japonii | Reprezentacja Japonii | Reprezentacja Japonii |
| Rok                   | Mecze                 | Gole                  |
| --------------------- | --------------------- | --------------------- |
| 1994                  | 5                     | 1                     |
| Razem                 | 5                     | 1                     |